# A Hole in the Head
A Hole in the Head (1959) es una película del género comedia, dirigida por Frank Capra y protagonizada por Frank Sinatra, Edward G. Robinson, Eleanor Parker, Keenan Wynn, Carolyn Jones, Thelma Ritter, Dub Taylor y Joi Lansing. La película incluía el tema musical “High Hopes”, una canción de Sinatra utilizada en la campaña electoral de John F. Kennedy del año siguiente. El personaje interpretado por Wynn, un hombre que accede a construir un parque de atracciones en Florida con Frank Sinatra como socio, está basado en Walt Disney.
El guion para el cine fue adaptado de una obra teatral escrita por Arnold Schulman. El hotel que se utilizó para las escenas de exteriores fue el Hotel Cardozo, que ha pertenecido durante muchos años a Gloria y Emilio Estefan.

## Reparto
- Frank Sinatra: Tony Manetta.
- Edward G. Robinson: Mario Manetta.
- Eleanor Parker: Eloise Rogers.
- Carolyn Jones: Shirl.
- Thelma Ritter: Sophie Manetta.
- Keenan Wynn: Jerry Marks.
- Joi Lansing: Dorine.
- Joyce Nizzari: Alice.
- Dub Taylor: Fred.
- James Komack: Julius Manetta.
- Eddie Hodges: Alvin "Alley" Manetta.

- Datos: Q2468401
- Multimedia: A Hole in the Head / Q2468401